# Отто Вельс
О́тто Вельс (нім. Otto Wels; 15 вересня 1873, Берлін — 16 вересня 1939, Париж) — політичний діяч Веймарської республіки, соціал-демократ.

## Біографія
З 1931 р. був членом Центрального комітету Соціал-демократичної партії Німеччини (СПДН). Депутат рейхстагу в 1912–1918 і в 1920–1933 рр. У 1931–1933 рр. Вельс був головою СПД. 23 березня 1933 р. він виступив в рейхстазі з промовою, в якій протестував від імені своєї партії проти передачі Гітлеру надзвичайних повноважень. Незабаром після цього Вельс був змушений залишити Німеччину. Спочатку він влаштувався в Празі, а в 1938 р. переїхав до Парижа, де продовжував очолювати СПДН у вигнанні.